# Peter Tsai
Peter Tsai (chino: 蔡秉燚; 6 de febrero de 1952) es un científico de materiales estadounidense taiwanés, conocido sobre todo por haber inventado y patentado el filtro de mascarilla N95. Es un experto en el campo de las telas no tejidas. Tsai era profesor emérito en la Universidad de Tennessee, pero puso fin a su retiro durante la pandemia de COVID-19 para investigar sobre la esterilización de las mascarilla N95.

## Biografía
Peter Tsai nació en el distrito Qingshui (淸水區) de Taichung, Taiwán. Estudió ingeniería de fibras químicas en el Instituto Provincial de Tecnología de Taipéi, ahora conocido como Universidad Tecnológica Nacional de Taipéi. En 1981, se trasladó a los Estados Unidos para estudiar en la Universidad Estatal de Kansas y recibió su doctorado en ciencia de los materiales.
Después de graduarse, Tsai se mudó a la Universidad de Tennessee. En 1992, mientras estaba en la Universidad de Tennessee, Tsai dirigió un equipo que intentaba desarrollar la tecnología de filtración electrostática. Su investigación tuvo éxito y condujo a la creación del filtro de mascarilla N95. El material está formado por cargas positivas y negativas, que son capaces de atraer partículas -como el polvo, las bacterias y los virus- y atrapar al menos el 95 por ciento de ellas por polarización antes de que puedan atravesar la mascarilla. Se patentó en Estados Unidos en 1995.
La máscara N95 se adaptó primero para su uso industrial y su utilidad en aplicaciones médicas se descubrió más tarde. Tsai siguió trabajando en la tecnología de las mascarillas y en 2018 desarrolló una nueva técnica que duplicaba la capacidad de filtración de las mascarillas médicas.